# 福岡県道442号原田上山田線
福岡県道442号原田上山田線（ふくおかけんどう442ごう はらだかみやまだせん）は、福岡県嘉麻市を通る一般県道である。

## 概要
嘉麻市馬見から嘉麻市上山田間を結ぶ。

### 路線データ
- 起点：福岡県嘉麻市馬見（足白小学校入口交差点、福岡県道440号宮小路中益線交点）
- 終点：福岡県嘉麻市上山田（百々谷交差点、福岡県道441号熊ヶ畑上山田線交点）

## 路線状況

### 重複区間
- 国道211号（嘉麻市上）

## 地理

### 通過する自治体
- 嘉麻市

### 交差する道路
| 交差する道路                | 交差する場所 | 交差する場所                |
| --------------------------- | ------------ | --------------------------- |
| 福岡県道440号宮小路中益線   | 馬見         | 足白小学校入口交差点 / 起点 |
| 国道211号 重複区間起点      | 上           | 上村交差点                  |
| 国道211号 重複区間終点      | 上           |                             |
| 福岡県道441号熊ヶ畑上山田線 | 上山田       | 百々谷交差点 / 終点         |

### 沿線
- 真行寺

### 峠
- 百々谷峠